# The Importance of Being Idle
The Importance of Being Idle is een nummer van de Britse rockband Oasis uit 2005. Het is de tweede single van hun zesde studioalbum Don't Believe the Truth.
Gitarist Noel Gallagher heeft gezegd dat hij zich voor het nummer heeft laten inspireren Sunny Afternoon en Dead End Street van The Kinks. Ook The La's zijn volgens Gallagher een inspiratie geweest. Gallagher zei ook dat hij in het nummer zijn eigen luiheid beschrijft. "The Importance of Being Idle" kwam binnen op de eerste positie in het Verenigd Koninkrijk. Het was daarmee dan ook de laatste Britse nummer 1-hit die de band had voordat ze in 2009 uit elkaar gingen. In Nederland was het nummer iets minder succesvol, daar haalde het de 15e positie in de Tipparade.